# 아에로멕시코의 운항 노선
아에로멕시코는 다음과 같은 노선을 운항하고 있다. (2012년 11월 기준)

## 운항 노선

### 아시아

#### 동아시아
- 대한민국
  - 서울 – 인천국제공항
- 일본
  - 도쿄 – 나리타 국제공항

### 유럽

#### 서유럽
- 영국
  - 런던 - 런던 히드로 국제공항[2]
- 프랑스
  - 파리 – 파리 샤를 드 골 국제공항
- 네덜란드
  - 암스테르담 – 암스테르담 스키폴 국제공항

#### 남유럽
- 스페인
  - 마드리드 – 마드리드 바라하스 국제공항
  - 바르셀로나 - 바르셀로나 엘프라트 국제공항
- 이탈리아
  - 로마 – 로마 피우미치노 국제공항

### 아메리카

#### 북아메리카
- 미국
  - 워싱턴 D.C - 워싱턴 덜레스 국제공항
  - 뉴욕 – 존 F. 케네디 국제공항
  - 댈러스 - 댈러스 포트워스 국제공항
  - 덴버 – 덴버 국제공항 계절편
  - 디트로이트 – 디트로이트 메트로폴리탄 웨인 카운티 국제공항
  - 라스베이거스 – 매캐런 국제공항
  - 라레도 - 라레도 국제공항
  - 로스앤젤레스 – 로스앤젤레스 국제공항
  - 마이애미 – 마이애미 국제공항
  - 보스턴 - 보스턴 로건 국제공항
  - 새크라멘토 - 새크라멘토 국제공항
  - 샌프란시스코 – 샌프란시스코 국제공항
  - 솔트레이크 시티 - 솔트레이크시티 국제공항
  - 시애틀 - 시애틀 타코마 국제공항
  - 시카고 – 시카고 오헤어 국제공항
  - 온타리오 – LA 온타리오 국제공항
  - 올랜도 – 올랜도 국제공항
  - 엘파소 - 아브라함 곤잘레스 국제공항
  - 포틀랜드 - 포틀랜드 국제공항
  - 프레즈노 - 프레즈노 요스 마이티 국제공항
  - 휴스턴 – 조지 부시 인터콘티넨털 공항 계절편
- 캐나다
  - 몬트리올 – 몬트리올 피에르 엘리오트 트뤼도 국제공항
  - 밴쿠버 – 밴쿠버 국제공항
  - 캘거리 – 캘거리 국제공항
- 멕시코
  - 멕시코시티 – 멕시코시티 국제공항 메인 허브
  - 과나후아토주
    - 레온 – 델 바지요 국제공항

  - 게레로주
    - 아카풀코 – 헤네럴 후안 N. 알바즈 국제공항 계절편

  - 누에보레온주
    - 몬테레이 – 헤네럴 마리노 에스코브도 국제공항 허브

  - 메히코주
    - 톨루카/멕시코시티 - Lic. 아돌포 로페스 마테오스 국제공항

  - 미초아칸주
    - 모렐리아 – 헤네럴 프란시스코 J. 뮤지자 국제공항

  - 바하칼리포르니아주
    - 멕시칼리 – 헤네랄 루돌프 산치즈 타보다 국제공항
    - 티후아나 – 티후아나 국제공항 포커스 시티

  - 바하칼리포르니아수르주
    - 산호세델카보 – 로스카보스 국제공항

  - 베라크루스주
    - 베라크루스 – 헤네럴 할리비토 자라 국제공항 계절편

  - 소노라주
    - 에르모시요 – 헤네랄 이그나 피스퀴리아 가르시아 국제공항

  - 시날로아주
    - 마사틀란 – 헤네랄 라펠 불루나 국제공항 계절편
    - 쿨리아칸 – 페더럴 델 바치구라토 국제공항

  - 오아하카주
    - 오아하카 – 오아하카 국제공항

  - 유카탄주
    - 메리다 – 미누엘 크레스킨치노 리존 국제공항

  - 타마울리파스주
    - 레이노사 – 헤네럴 루치 블랑코 국제공항

  - 타바스코주
    - 비야에르모사 – 카를로스 페레스 로비오사 국제공항

  - 캄페체
    - 시우다드델카르멘 – 시우다드 델 카르멘 국제공항 계절편

  - 코아우일라주
    - 살티요 - 프랜델 과달루페 국제공항
    - 토레온 - 프란시스코 사라비아 국제공항

  - 킨타나로오주
    - 캉쿤 – 캉쿤 국제공항

  - 치아파스주
    - 툭스틀라구티에레스 – 앤젤 알피노 코즈 국제공항

  - 치와와주
    - 시우다드후아레스 – 아브라함 곤잘레스 국제공항
    - 치와와 – 헤네럴 로베르토 파이로 빌라로 보스 국제공항

  - 할리스코주
    - 과달라하라 – 돈 미겔 이달고 유 코스트리아 국제공항 허브
    - 푸에르토바야르타 – Lic. 구스타보 디아스 오르다스 국제공항

#### 중앙아메리카
- 과테말라
  - 과테말라 시티 - 라오로라 국제공항 계절편
- 코스타리카
  - 산호세 – 후안 산타마리아 국제공항

#### 남아메리카
- 브라질
  - 상파울루 – 상파울루 구아룰류스 국제공항
- 아르헨티나
  - 부에노스아이레스 – 미니스토로 피스타리니 국제공항
- 칠레
  - 산티아고 – 코모도로 아르투로 메리노 베니테스 국제공항
- 콜롬비아
  - 보고타 – 엘도라도 국제공항
  - 메델린 – 호세 마리아 코르도바 국제공항
- 페루
  - 리마 – 호르헤 차베스 국제공항

#### 카리브해
- 도미니카 공화국
  - 산토도밍고 – 산토도밍고 국제공항
- 쿠바
  - 아바나 – 호세 마르티 국제공항

## 단항 노선

### 아시아

#### 동아시아
- 중화인민공화국
  - 상하이 – 상하이 푸둥 국제공항

### 유럽

#### 서유럽
- 프랑스
  - 파리 - 파리 오를리 공항
- 독일
  - 프랑크푸르트 - 프랑크푸르트 국제공항

#### 남유럽
- 이탈리아
  - 로마 - 레오나르도 다 빈치 국제공항

### 아메리카

#### 북아메리카
- 미국
  - 내슈빌 - 내슈빌 국제공항
  - 뉴올리언스 - 루이 암스트롱 뉴올리언즈 국제공항
  - 맥알렌 - 맥알렌 밀러 국제공항
  - 샌디에이고 - 샌디에이고 국제공항
  - 시애틀 - 시애틀 타코마 국제공항
  - 애틀랜타 - 하츠필드 잭슨 애틀랜타 국제공항
  - 앨버커키 - 앨버커키 국제공항
  - 엘파소 - 엘파소 국제공항
  - 오스틴 - 오스틴 버그스트롬 국제공항
  - 오클랜드 - 오클랜드 국제공항
  - 투싼 - 투싼 국제공항
  - 포트로더데일 - 포트로더데일 할리우드 국제공항
  - 피닉스 - 피닉스 스카이하버 국제공항
  - 롱 비치 - 롱 비치 공항
- 캐나다
  - 토론토 - 토론토 피어슨 국제공항
- 멕시코
  - 과이마스 - 제너럴 호세 마리아 야네즈 국제공항
  - 노갈레스 - 노갈레스 국제공항
  - 로레토 - 로레토 국제공항
  - 시우다드빅토리아 - 제너럴 페드로 J. 멘데즈 국제공항
  - 쿠에르나바카 - 제너럴 마리아노 국제공항
  - 푸에르토페나스코 - 푸에르토페나스코 국제공항
  - 피에드라스네그라스 - 피에드라스네그라스 국제공항
- 파나마
  - 파나마시티 - 토쿠멘 국제공항

#### 남아메리카
- 베네수엘라
  - 카라카스 - 시몬 볼리바르 국제공항
- 브라질
  - 리우데자네이루 - 리우데자네이루 갈레앙 국제공항
- 에콰도르
  - 키토 - 마리스칼 수크레 국제공항
- 콜롬비아
  - 칼리 – 알폰소 보닐라 아라곤 국제공항